# Détective Malone
Série Black Cobra
Coup de main aux Philippines
(1990)
Pour plus de détails, voir Fiche technique et Distribution.
Détective Malone (Detective Malone) est un film d'action italien d'Umberto Lenzi, sorti en 1991.
C'est le quatrième et dernier film de la série des Black Cobra mettant en scène le détective Robert Malone.

## Fiche technique
Sauf indication contraire, les informations mentionnées dans cette section peuvent être confirmées par la base de données cinématographiques IMDb,  présente dans la section « Liens externes ».
- Titre français : Détective Malone ou Black Cobra 4[1]
- Titre original italien : Detective Malone ou Black Cobra 4 ou Inshallah
- Réalisation : Umberto Lenzi (sous le nom de « Bob Collins »)
- Scénario : Gaetano Russo (it) (sous le nom de « Ronald Russo »)
- Photographie : John Wyler
- Montage : Vanio Amici
- Musique : Detto Mariano
- Sociétés de production : New Way Distribution S.r.l.
- Pays de production :  Italie
- Langue originale : italien
- Format : Couleurs - 1,78:1 - Son mono - 35 mm
- Genre : Action - aventures
- Durée : 88 minutes (1 h 28)
- Date de sortie :
  - Allemagne : 31 octobre 1991
  - France : 30 septembre 1992[1]

## Distribution
- Fred Williamson : L'enquêteur Robert Malone
- Bruno Bilotta (it) (sous le nom de « Karl Landgren ») : Caleb Sakur
- Bobby Rhodes : L'enquêteur Jackson
- Gaetano Russo (sous le nom de « Ronald Russo ») : Barry Wilson
- Elena Wiedermann : Evelin Wilson
- Maurice Poli : Chef Max Walker
- Richard Brown : Hamid
- Elisabeth Lewis
- Walter Powel
- Angelo Ragusa
- Roy Vauchan
- Michelle Goldsmith
- Ned Hourani (non crédité) : Mustapha
- Najid Jadali (non crédité) : Un terroriste
- Aldo Mengolini (non crédité) : Un agent du FBI
- Edward Santana (non crédité) : ten. Springfield